# Serge Malik
Pour les articles homonymes, voir Malik.
 (mars 2025).
Serge-Malik Hapulat, dit Serge Malik est un guitariste de studio, compositeur, arrangeur et producteur français né en 1955 à St-Ouen. Petit-fils du créateur du marché Malik, il apprend la guitare avec les manouches du marché aux Puces.

## Biographie
Né au cœur du Marché aux Puces de Saint-Ouen, il apprend la guitare à 12 ans, avec les manouches de la Chope des Puces, dont Mondine et Ninine Garcia.
En 1969, à 14 ans, il joue dans son premier orchestre, à l'occasion de la 1ère Nuit des Puces.
Il s'oriente ensuite vers la musique pop et le jazz rock.
En 1970-71, il participe avec son groupe « Fragile » aux Premiers Tremplins du Golf. Il arrive deuxième, derrière Ange. Il accompagne  Michel Polnareff, à 18 ans, en 1972.
En 1973, il monte un groupe avec les frères Lockwood, Didier et Francis, et joue pour la première fois dans un club de jazz, le « Golden Hat ».
Il joue en public en 1974, avec son entrée au Pop Concerto Orchestra (800.000 disques vendus).
Par la suite, Serge Malik devient guitariste de studio. Il serait surnommé « 2000 séances » ou encore « Kokotman », pour ses rythmiques et ses « cocotes » acérées. 
Il collabore avec de nombreux artistes parmi lesquels : Charles Aznavour, Gilbert Bécaud, Michel Berger, Cerrone, Les Charlots, Nicole Croisille, Placido Domingo, Dorothée, Elégance, François Feldman, France Gall, Gibson Brothers, Nakash, Nicoletta, Michel Polnareff, Henri Salvador, Rika Zaraï… Et à l'international : Johnny Mathis, Liza Minelli, Vivian Reed, Larry Carlton, Diane Tell, Manu Dibango, Graeme Allwright, Drupi…
Il travaille avec les arrangeurs : Henri Mancini, Vladimir Cosma, Francis Lai, Gérard Salesses, Aldo Frank, Michel Legrand, Gérard Presgurvic, Jean-Claude Vannier, Jean Musy, Michel Colombier, Hervé Roy…
Il est le directeur musical de : Richard Clayderman, Carlos, Jean-Luc Lahaye, Richard Bohringer, Frankie Jordan, Antoine, Lio, Franck Alamo, Hervé Cristiani…
Entre 1986 et 1992, en collaboration avec Didier Barbelivien à l'écriture des paroles, il compose et produit le titre Les enfants sont Noël, interprété par : Patricia Kaas, Maxime Le forestier, Demis Roussos, Gérard Lenorman, Michel Leeb, Roland Giraud, Francis Lalanne, Gilbert Montagné, Jocelyne Beroard, Marlène Jobert, Lambert Wilson…) au profit de l'Abbé Pierre.
En tant que producteur il travaille avec Claude Nougaro, Claude Zidi, Charles Talar, Jean-Pierre Brun…  
Il compose des génériques télévisés : A2 A2 Passionnément, Matin Bonheur, Le policier du dimanche soir, Après-midi Show et de publicité (American Express, Pepito, Pommery, Chocolat Menier, Nestlé). Il devient en 1989 Sociétaire Définitif de la SACEM.
Avec Didier Lockwood, il fonde en 2004 le Festival des Puces. Cet évènement reçut plus de 200.000 visiteurs en une quinzaine d’années. Il initie l'implantation de l’école de musique Romane à CAP St-Ouen, ainsi que le projet d’installation d’Orchestre à l’école, dans le cadre du Haut Conseil d’éducation artistique et culturelle.
Il produit le spectacle de Arno, Thomas Dutronc, Maurane, Véronique Sanson, Juliette, Zaz, Olivia Ruiz, Victoria Abril, Guy Marchand, Tété, Biréli Lagrene, Richard Galliano, Marcel Azzola…
En 2013, Serge Malik monte « Les Rapetous », groupe formé de 4 guitaristes : Basile Leroux, Manu Galvin, Bernard Paganotti. De nombreux invités viennent jouer à leurs côtés : Larry Carlton, Paul Personne, Thierry Eliez, Sylvain Luc, Mathilda May, Nina Attal, Axel Bauer, Lena Woods, Jessie Lee, Jimi Drouillard… 
Les Rapetous continuent de se produire, comme l'an dernier au Guitare Village Fest de Montsoult dans le 95.

### Liens vidéos
- Les enfants sans Noël (1988) : https://www.youtube.com/watch?v=VQkt2Gq-LbM
- Les requins de studio, reportage pour guitarist magazine 2014 : https://www.youtube.com/watch?v=9esuL9hAYw8
- Blue Rondo, dans Richard Clayderman Live in Tokyo : https://www.youtube.com/watch?v=9k4vdd21L-s

### Autres liens externes
- https://seinesaintdenis.fr/actualite/culture-patrimoine/Serge-Malik-la-note-bleue-de-Saint-Ouen/
- https://www.discogs.com/fr/artist/854686-Serge-Malik
- https://www.culture.gouv.fr/Nous-connaitre/Organisation-du-ministere/Conseil-de-l-Ordre-des-Arts-et-des-Lettres/Arretes-de-Nominations-dans-l-ordre-des-Arts-et-des-Lettres/Nomination-ou-promotion-dans-l-ordre-des-Arts-et-des-Lettres-juillet-2009
- https://www.humanite.fr/culture-et-savoir/-/de-idees-pour-sortir
- https://didierlockwood.fr/wp-content/uploads/2013/12/2008-06-Inconnu-Annonce-festival-des-Puces-St-Ouen.pdf
- https://www.leparisien.fr/seine-saint-denis-93/serge-malik-lance-une-nouvelle-association-31-07-2010-1017616.php
- https://www.journal-laterrasse.fr/entretien-serge-malik-didier-lockwood-par-son-frere-dame/